# Bosanski Osredci
Bosanski Osredci (serbokroatisch-kyrillisch Босански Осредци) ist ein Dorf in Bosnien und Herzegowina. Es gehört zur Gemeinde Bihać im Kanton Una-Sana und liegt im äußersten Süden des Gemeindegebietes. Bei der Volkszählung 1991 wurden 219 Einwohner registriert, 99 % davon Serben. Die Volkszählung aus dem Jahr 2013 ergab eine Einwohnerzahl von 18.
Der Ort ist auf drei Seiten von kroatischem Territorium umgeben.

## Verkehr
Es existiert ein Bahnhof an der Una-Bahn, die einst die direkte Verbindung zwischen Zagreb und der dalmatinischen Küste herstellte. Seit Ende des Bosnienkriegs gibt es keinen Personenverkehr mehr. Der Bahnhof von Bosanski Osredci wurde im Zuge von Kampfhandlungen teilweise zerstört.